# 히라사와 슈사쿠
히라사와 슈사쿠(일본어: 平沢 周策, 1949년 3월 5일 ~ )는 일본의 전 축구 선수이다.

## 국가대표팀 경력
그는 1972년 8월 4일 필리핀과의 경기에서 일본 국가대표팀에 데뷔했다. 1974년 아시안 게임에도 출전했다. 그는 1974년까지 국제 A매치 통산 11경기에 출전, 1득점을 넣었다.

## 통계
| 일본 | 일본 | 일본 |
| 연도 | 출전 | 득점 |
| ---- | ---- | ---- |
| 1972 | 2    | 0    |
| 1973 | 4    | 1    |
| 1974 | 5    | 0    |
| 통산 | 11   | 1    |